# Dhahran
Dhahran (en àrab الظهران, aẓ-Ẓahrān) és una ciutat a la Província Oriental (Aràbia Saudita), el principal centre administratiu de la indústria petroliera. A Dhahran es va trobar petroli el 1931 i el 1935 es va obrir el primer pou. Està situada a 15 km al sud de Dammam. La seva població el 1950 era d'uns 7.000 habitants. El 2004 la població metropolitana era de 97.446 habitants i a la ciutat pròpia d'11.300; la majoria són saudites, residents de països àrabs, i treballadors dels països asiàtic com Filipines, Pakistan, Indonèsia, etc. amb alguns occidentals. És la seu de la companyia Saudi Aramco que abans fou l'ARAMCO, i que és la companyia de petroli més gran del món i la que té més reserves. Els barris més coneguts són els de Hay al-Doha (حي الدوحه) i Hay al-Dana (حي الدانة), amb edificis pels empleats de la companyia Saudi Aramco.

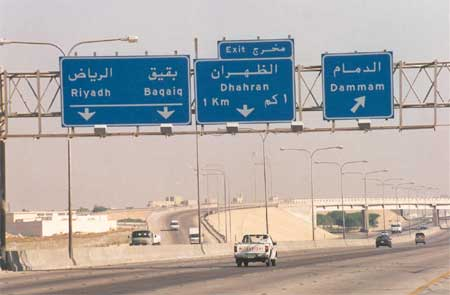
Carretera

La ciutat disposa d'un aeroport internacional anomenat de Dhahran, que es va construir el 1946 com a aeròdrom i que avui és base de la Força Aèria Saudita; el nou aeroport Rei Fahd l'ha substituït per a vols comercials i de transport i dona servei a tota l'àrea que inclou Dammam i al-Khobar.

## Història
Dhahran fou fundada després de 1938, a causa del petroli descobert a la rodalia. Un míssil iraquià va esclatar a Dhahran el 2 de febrer de 1991 durant la Primera Guerra del Golf i va matar a 28 soldats americans. El 2005 es van fer eleccions municipals per elegir el consell de la ciutat.

## Arqueologia
A la zona, especialment al sud (a l'àrea de l'aeroport) s'han fet nombroses troballes:
- del Neolític o abans, amb objectes de sílex
- del període de la cultura d'Ubaid (quart mil·lenni)
- del tercer mil·lenni, objectes de pedra que formen un conjunt similar amb objectes trobats als Emirats Àrabs Units, Oman i l'Iran
- túmuls funeraris estesos per tota Aràbia oriental, de l'inici del II mil·lenni
- Tombes i monuments del I mil·lenni